# 므스르 차르슈

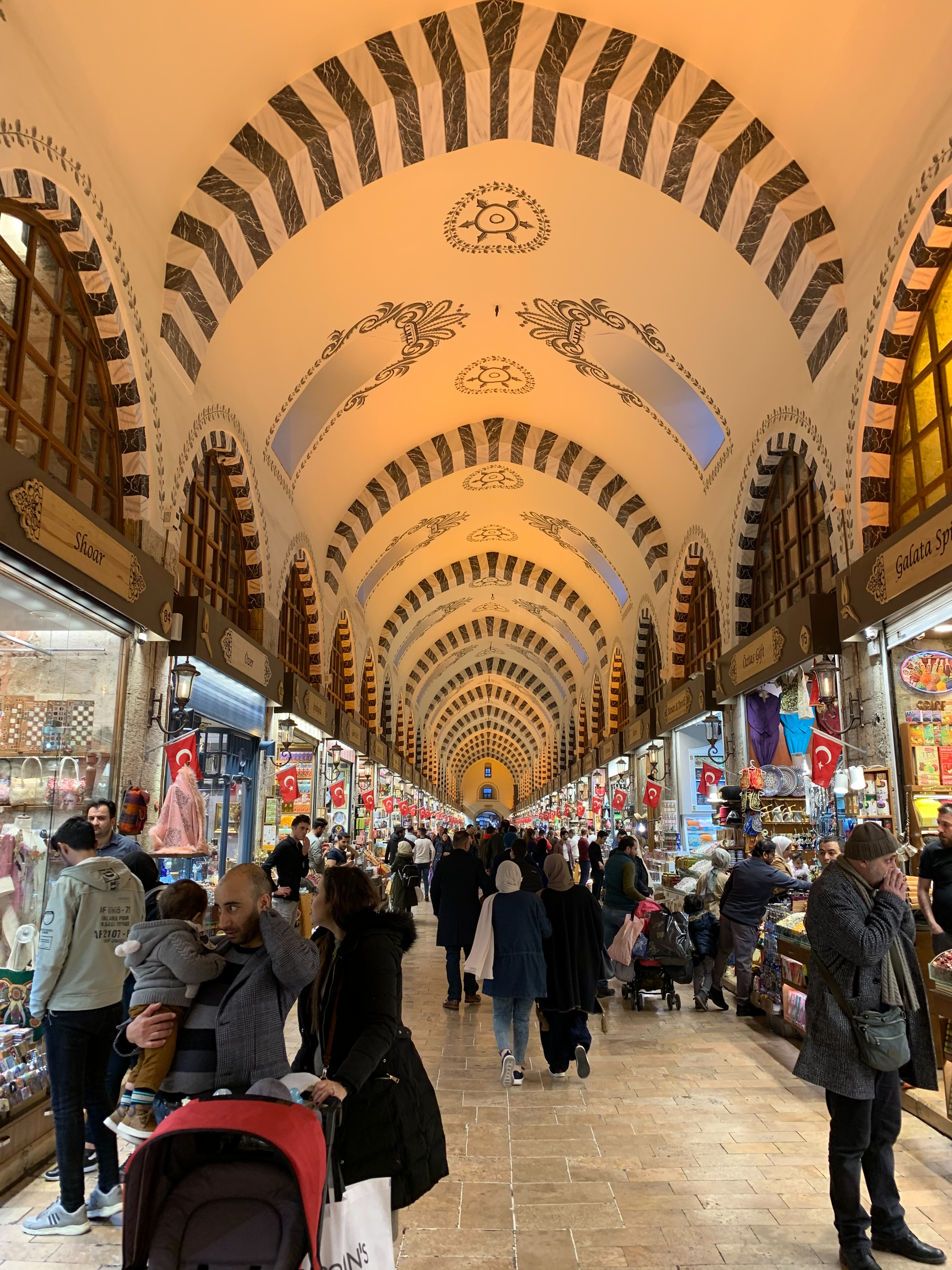
므스르 차르슈

므스르 차르슈(튀르키예어: Mısır Çarşısı)는 터키 이스탄불 파티흐 에미뇌뉘 지역에 위치한 바자이다.

## 역사
므스르 차르슈는 사피예 술탄의 명령에 의해 1597년부터 1603년에 걸쳐 예니 모스크의 일부로 건축되었다. 당초 예니 차르슈 등으로 불리고 있었지만, 18세기 중반이 되면서 이집트에서 수입된 향신료 등을 많이 취급하여 이집트 바자 (Egyptian Bazaar)라는 뜻의 므스르 차르슈라고 불리게 된다. 또한 이집트에서 수입 상품에 과세가 이루어지는 곳이었기 때문에이 명칭이 되었다고하는 설도 있다. 후에 실크로드를 통해 중국과 인도, 페르시아 등의 상품도 판매된다. 이렇게 향신료를 취급하는 가게가 모아지게 되었기 때문에 스파이스 바자(Spice Bazaar)라고도 불린다. 바자의 건설 당초 약 100점포 중 49점포가 향신료를 취급하는 가게였다. 다른 점포의 대부분은 면화와 이불을 취급하는 가게였다.
오늘날 바자의 85개 점포는 향신료, 터키 젤리, 보석, 말린 과일 등을 판매한다. 평일과 토요일에는 오전 9시에 문을 열어 7시까지 영업하며, 일요일에는 오전 10시부터 6시까지 영업한다. 또한, 종교일이나 공휴일에는 휴무한다.